# 355 Gabrijela
355 Gabrijela (mednarodno ime je 355 Gabriella) je asteroid tipa S (po SMASS) v glavnem asteroidnem pasu. 

## Odkritje
Asteroid je odkril francoski astronom Auguste Charlois ( 1864 – 1910) 20. januarja 1893 v Nici.. 
Poimenovan je po francoski astronomki Gabrielli Flammarion (1877 – 1962).

## Lastnosti
Asteroid Gabrijela obkroži Sonce v 4,04 letih. Njegova tirnica ima izsrednost 0,106, nagnjena pa je za 4,28° proti ekliptiki. Njegov premer je 22,79 km, okoli svoje osi se zavrti v 4,830 h .